# Unholy Grave
Az Unholy Grave japán grindcore zenekar. Jelenleg három taggal rendelkeznek: Tee-vel (gitáros), Takaho-val (énekes) és Yasu-val (basszusgitáros). Volt tagok: Chucky, Naito, Ume, Osamu, Debuzo, Kajisa, Kaz és Hee-Chung. A zenészek eredeti nevei ismeretlenek.
1993-ban alakultak meg Nagojában. Nevüket a népszerű és klasszikus amerikai death metal együttes, a Death egyik számáról kapták. Az évek során áttértek a hasonló hangzású noisecore műfajba is. Lemezeiket a "Grindcore Freaks" kiadó jelenteti meg. Dalaik fő témái a politika és a társadalom. Zenei hatásukként több együttest is megjelöltek, például a Ramones-t vagy a Metallicát (akiknek ironikus módon semmi közük nincs a grindcore műfajhoz). 2015-ben a dobos, Hee-Chung, elhunyt.

## Diszkográfia

### Stúdióalbumok
- Crucified (1995)
- Inhumanity (1996)
- Hatred? (1997)
- Nostalgia (2005)
- Obliterated (2006)
- Terroraging Crisis (2006)
- Angry Raw Grinder (2007)
- Revoltage (2007)
- Emergent Evil Mission (2009)
- The Grind Militia (2010)
- Raw Grind Massacre (2011)
- Thunder Vibration (2014)